# Sivatagi éghajlat
A sivatagi éghajlaton belül két változat van: 
- forró sivatagi éghajlat (BWh)
- a hideg sivatagi éghajlat (BWk)

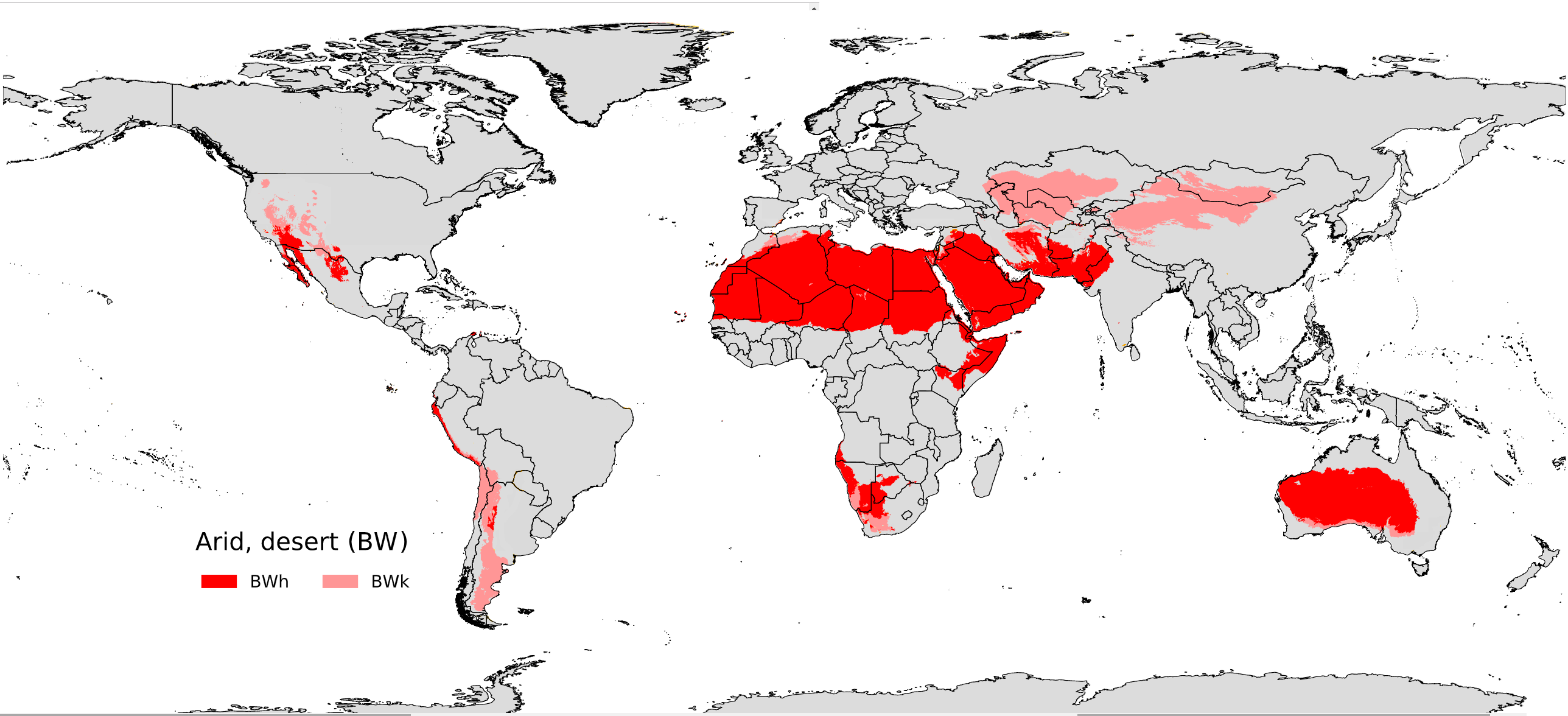
Sivatagi éghajlatú területek
BWh (forró sivatagi éghajlat)
BWk (hideg sivatagi éghajlat)

Az előbbi a térítői övbe tartozó forró sivatagi éghajlatot, az utóbbi a mérsékelt övbe, a szélsőségesen szárazföldi övbe tartozó mérsékelt övi sivatagi éghajlatot jelöli.
A két éghajlat közös jellemzői a magas légnyomás, a rendkívül alacsony csapadékmennyiség, a nagy napi és évi közepes hőingás, valamint az ezekből következő gyér vagy hiányzó növénytakaró, terméktelen homokból vagy kőzettörmelékből álló sivatagi talajok.

## Éghajlat
E területek jellemzője, hogy a leszálló légmozgás miatt nagyon kevés csapadék van. Mennyisége nem haladja még az évi 250 mm-t. Néhány sivatagban évekig sem hullik eső. A hőmérséklet a trópusi sivatagokban egész évben nagyon magas, a mérsékelt övi sivatagokat rendkívül forró nyár és zord tél jellemzi. Az évi közepes hőingás a trópusi sivatagokban alacsony (a mérsékelt öviben magas), de a napi hőingás mindkettőben magas. Az erős napsugárzás miatt nappal 50 fok is lehet, de a felhők hiánya miatt az éjszaka akár fagypont alá is süllyedhet.
Időszakos folyók jellemzik.

## Felszíne
Felszínét többnyire kőtörmelék, kavics vagy kötetlen homok borítja. Rajta gyér elrendeződésű növényzet él. Legfeljebb a sivatagok szélein és az oázisokban lehet találni sűrűbb növénytakarót. Az oázisok a sivatagnak olyan területei, ahol a talaj vizet tartalmaz. Az emberi élet sivatagi nyomait is főként itt fedezhetjük fel.

## Érdekesség
Hosszú ideig a Földön eddig a legmagasabbnak hitt addig mért felszíni hőmérsékletet, az 58 °C-ot trópusi sivatagi éghajlaton mérték Líbiában, El Azizia városában. Ma már az 56,7 °C-ot tekintjük a rekordnak.

## Néhány túlélési "stratégia"

### Növények
- Egyes növények mag állapotban vészelik át a szárazságot. Amikor az eső esik 3-4 hét alatt új növényekké nőnek.
- Néhány növény levelét tövisekre cserélte, hogy csökkentse a párolgást.
- Levelükben, szárukban esetleg a gyökerükben is vizet raktároznak. (pozsgások)

### Állatok
teve
- A hátán vastag bunda található, amely védi a napsugárzástól.
- Térdén és bokáján vastag szaruréteg védi a forró homoktól pihenéskor.
- Sűrű szempillája és elzárható orrlyuka szintén védi, ha homokvihar támad.

sivatagi ugróegér és sivatagi róka
- Homokszínű szőrzetük jól szigetel.
- Nagy méretű fülkagylóik segítik a hőleadást.
- Szőrös talpuk megakadályozza, hogy elsüllyedjenek.